# Dryopteris christiana
Dryopteris christiana là một loài dương xỉ trong họ Dryopteridaceae. Loài này được Kodama, Koidzumi mô tả khoa học đầu tiên năm 1924.
Danh pháp khoa học của loài này chưa được làm sáng tỏ. 